# Municipio de Lanesburgh
El municipio de Lanesburgh (en inglés: Lanesburgh Township) es un municipio ubicado en el condado de Le Sueur en el estado estadounidense de Minnesota. En el año 2010 tenía una población de 2035 habitantes y una densidad poblacional de 23,36 personas por km².

## Geografía
El municipio de Lanesburgh se encuentra ubicado en las coordenadas 44°29′56″N 93°35′4″O / 44.49889, -93.58444. Según la Oficina del Censo de los Estados Unidos, el municipio tiene una superficie total de 87.13 km², de la cual 83,43 km² corresponden a tierra firme y (4,25 %) 3,7 km² es agua.

## Demografía
Según el censo de 2010, había 2035 personas residiendo en el municipio de Lanesburgh. La densidad de población era de 23,36 hab./km². De los 2035 habitantes, el municipio de Lanesburgh estaba compuesto por el 98,08 % blancos, el 0,49 % eran amerindios, el 0,79 % eran asiáticos y el 0,64 % eran de una mezcla de razas. Del total de la población el 0,44 % eran hispanos o latinos de cualquier raza.